# Arniocera imperialis
Arniocera imperialis är en fjärilsart som beskrevs av Butler 1898. Arniocera imperialis ingår i släktet Arniocera och familjen Thyrididae. Inga underarter finns listade i Catalogue of Life.